# Lincoln County (Arkansas)
Das Lincoln County ist ein County im US-Bundesstaat Arkansas. Der Verwaltungssitz (County Seat) ist Star City. Das County gehört zu den Dry Countys, was bedeutet, dass der Verkauf von Alkohol eingeschränkt oder verboten ist.

## Geographie
Das County liegt im mittleren Südosten von Arkansas, ist im Osten etwa 70 km vom Mississippi River, der die Grenze zu Tennessee bildet, im Süden etwa 90 km von Louisiana entfernt und hat eine Fläche von 1482 Quadratkilometern, wovon 28 Quadratkilometer Wasserfläche sind. Es grenzt an folgende Countys:
|                  | Jefferson County | Arkansas County |
| Cleveland County |                  | Desha County    |
|                  | Drew County      |                 |

## Geschichte

Abraham Lincoln

Das Lincoln County wurde am 28. März 1871 aus Teilen des Arkansas County, des Bradley County, des Desha County, des Drew County und des Jefferson County gebildet. Benannt wurde es nach Abraham Lincoln (1809–1865), dem 16. US-Präsidenten.
Das erste County-Gericht trat am 24. April 1871 in der Cane Creek Church zusammen, an der Stelle, an der später Star City entstehen sollte und zum Sitz der Countyverwaltung gewählt wurde, obwohl es nicht der zentrale Ort im County war.
Im Februar 1873 wurde die Little Rock, Pine Bluff and New Orleans Railroad fertiggestellt. Andere Städte wie Grady oder Gould bildeten sich entlang der Eisenbahn und wurden zu wichtigen Handelszentren.

## Demografische Daten
Nach der Volkszählung im Jahr 2000 lebten im Lincoln County 14.492 Menschen in 4265 Haushalten und 3130 Familien. Die Bevölkerungsdichte betrug 10 Einwohner pro Quadratkilometer. Ethnisch betrachtet setzte sich die Bevölkerung zusammen aus 64,88 Prozent Weißen, 32,92 Prozent Afroamerikanern, 0,40 Prozent amerikanischen Ureinwohnern, 0,06 Prozent Asiaten, 0,01 Prozent Bewohnern aus dem pazifischen Inselraum und 0,99 Prozent aus anderen ethnischen Gruppen; 0,75 Prozent stammten von zwei oder mehr Ethnien ab. Unabhängig von der ethnischen Zugehörigkeit waren 1,81 Prozent der Bevölkerung spanischer oder lateinamerikanischer Abstammung.
Von den 4265 Haushalten hatten 34,8 Prozent Kinder oder Jugendliche im Alter unter 18 Jahre, die mit ihnen zusammen lebten. 54,3 Prozent waren verheiratete, zusammenlebende Paare, 14,8 Prozent waren allein erziehende Mütter, 26,6 Prozent waren keine Familien. 23,5 Prozent aller Haushalte waren Singlehaushalte und in 10,6 Prozent lebten Menschen im Alter von 65 Jahren oder darüber. Die Durchschnittshaushaltsgröße lag bei 2,63 und die durchschnittliche Familiengröße bei 3,11 Personen.
22,2 Prozent der Bevölkerung waren unter 18 Jahre alt, 12,4 Prozent zwischen 18 und 24, 33,2 Prozent zwischen 25 und 44, 20,4 Prozent zwischen 45 und 64 und 11,9 Prozent waren 65 Jahre oder älter. Das Durchschnittsalter betrug 35 Jahre. Auf 100 weibliche kamen statistisch 142,3 männliche Personen und auf 100 Frauen im Alter von 18 Jahren und darüber kamen durchschnittlich 154,7 Männer.
Das jährliche Durchschnittseinkommen eines Haushalts betrug 29.607 USD, das Durchschnittseinkommen der Familien 35.408 USD. Männer hatten ein Durchschnittseinkommen von 28.890 USD, Frauen 19.990 USD. Das Prokopfeinkommen betrug 12.479 USD. 15,5 Prozent der Familien und 19,5 Prozent der Einwohner lebten unterhalb der Armutsgrenze.

## Kultur und Sehenswürdigkeiten

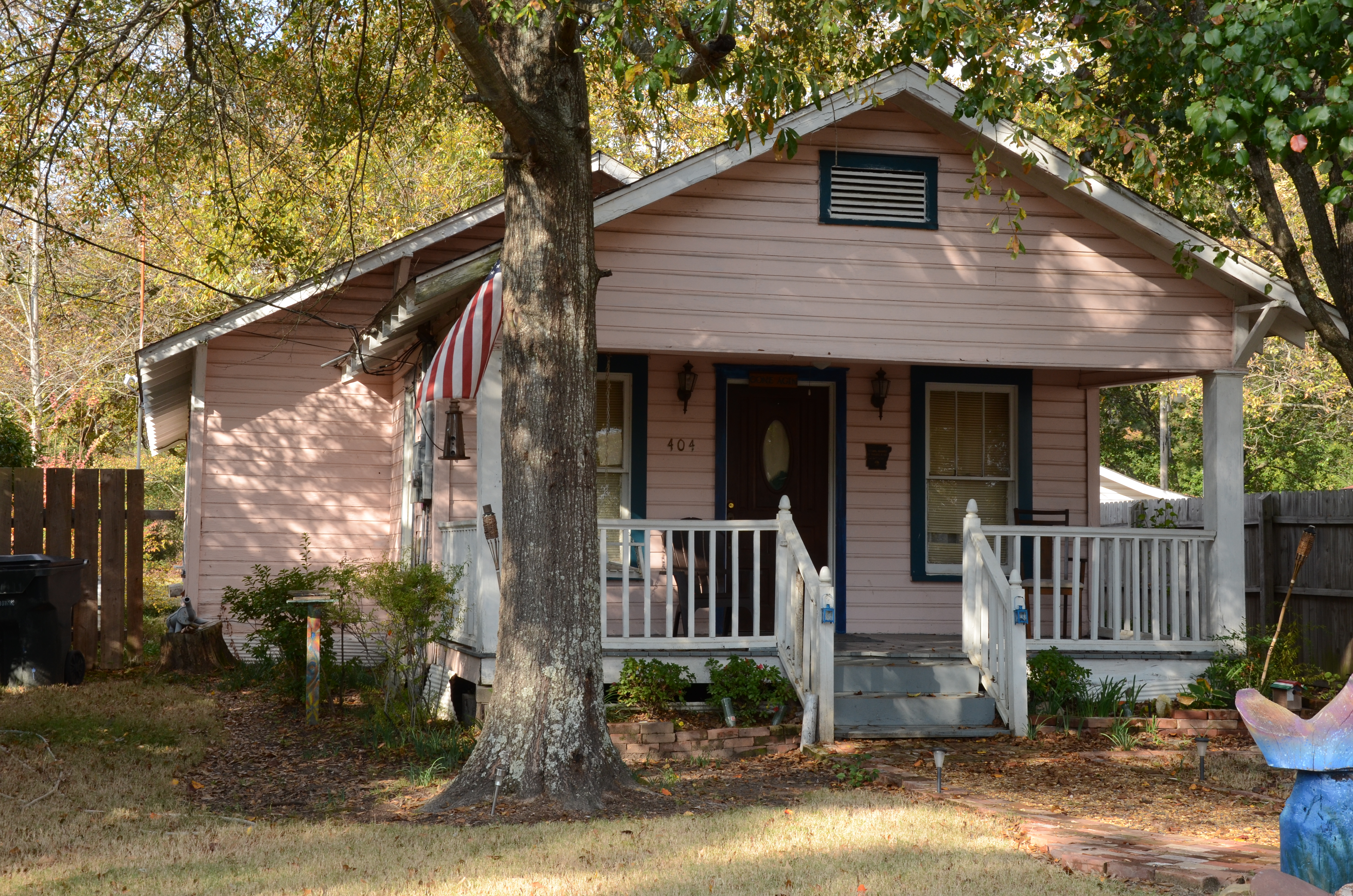
Oscar Crow House (2016). Dieses Haus im Stile American Arts and Crafts Movement wurde 1929 erbaut und ist seit Oktober 1992 im NRHP eingetragen.

Acht Bauwerke, Stätten und historische Bezirke (Historic Districts) des Countys sind im National Register of Historic Places („Nationales Verzeichnis historischer Orte“; NRHP) eingetragen (Stand 18. Mai 2022), darunter das Gerichts- und Verwaltungsgebäude des County, der Star City Commercial Historic District und das Oscar Crow House.

## Orte im Lincoln County
- Avery
- Branchville
- Cades
- Calhoun
- Cornerville
- Crigler
- Douglas
- Feenyville
- Fresno
- Garnett
- Garrett Bridge
- Glendale
- Gould
- Gourd
- Grady
- Little Garnett
- Meroney
- Nebo
- Palmyra
- Phenix
- Relfs Bluff
- Shannon Tank
- Star City
- Tarry
- Tyro
- Varner
- Whitefield
- Yorktown

Townships
- Auburn Township
- Bartholomew Township
- Cane Creek Township
- Choctaw Township
- Gould Township
- Kimbrough Township
- Mill Creek Township
- Owen Township
- Smith Township
- Spring Township
- Wells Bayou Township